# セリミエ・モスク
セリミエ・モスク（Selimiye Mosque、トルコ語: Selimiye Camii）はオスマン帝国時代に建設されたモスクの1つで、トルコのエディルネにある。皇帝セリム2世の命で、建築家ミマール・スィナンが1568年から1574年に建設した。スィナン自身が最高作としており、イスラーム建築の最高到達点の1つとされている。

## 概要

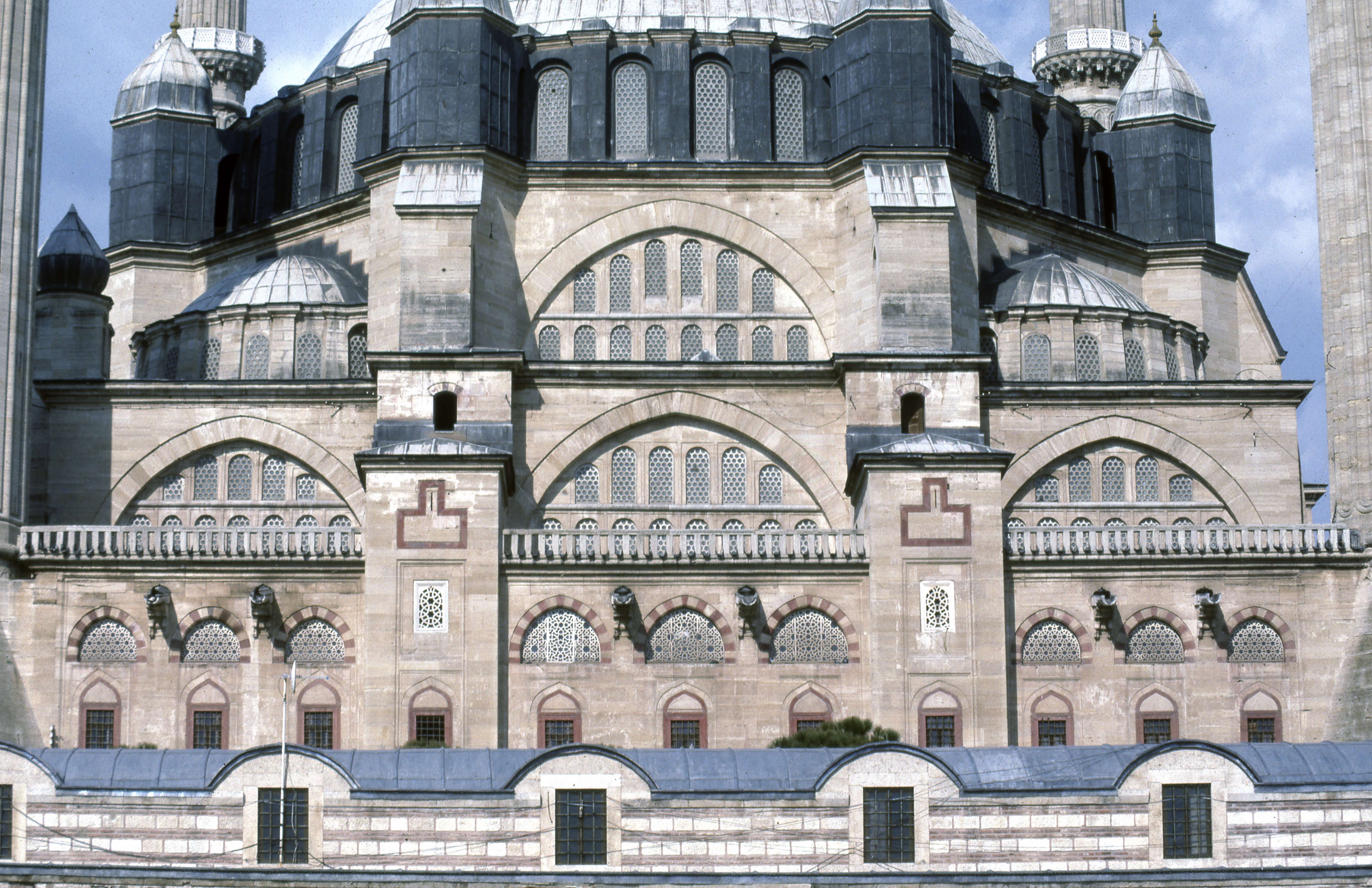
正面

このモスクはキュッリイェ（病院、学校、図書館、浴場などの集まった複合施設）の中心にあり、そのキュッリイェにはマドラサ（イスラム神学と科学を教える高等教育機関）、dar-ül hadis (Al-Hadith school)、計時係の部屋、市場などがあった。スィナンはこのモスクで、四角い部屋の壁に8本の柱を設け、その8本の柱で形成する八角形でドームを支持するシステムを採用した。部屋の四隅にはその柱と柱を結ぶアーチの奥に半ドームがあり、それらが大ドーム（球形で直径31.25m）と壁の中間にある。
通常のモスクでは部屋が区切られているが、スィナンはこのエディルネでモスクのどの位置からでもミフラーブを見られるような構造にすることを心掛けた。4基の高いミナレットに囲まれ、その先に巨大なドームが見える。モスクの周囲には様々な施設がある。図書館、学校、宿坊、公衆浴場、貧民のための無料食堂、市場、病院、墓地などである。これら付帯施設は可能な限り軸方向に並ぶように配置され、グループ化されている。モスクの正面には、モスクとほぼ同じ面積の矩形の中庭がある。しかし、セリミエ・モスクの斬新な点は建物の大きさではなく、内部の構成にある。ミフラーブはアプス風のアルコーブの中にあり、3方向の窓から照らされるように十分な奥行きを確保している。これには、壁の下の方のタイルが自然光できらめくという効果がある。その部分がメインホールと融合し、ドームの下の四角い部屋と共に八角形を形成している。8本のドームを支える柱が形成する八角形を、対角線上の四角形の四隅の半ドームで覆われた部分が貫いている。互いに包み込み合っている幾何学的形状の相似に起因する美しさは、スィナンが長年追い求めた統合された室内空間の到達点だった。
1913年にブルガリアがエディルネを包囲したとき、このモスクのドームにブルガリア軍の砲弾が当たった。ドームは極めて頑丈にできていたため、モスクはほとんど損傷を受けずに攻撃に耐え抜いた。ケマル・アタテュルクは将来の世代への警告とするため、その修理をしないよう命じ、現在もそのままになっている。その損傷は下の内部の写真で、ドーム中心の青い円の左にある赤い装飾文字部分に見えている。
このモスクは、1982年から1995年まで10,000トルコリラ札の裏面に描かれていた。

## 世界遺産

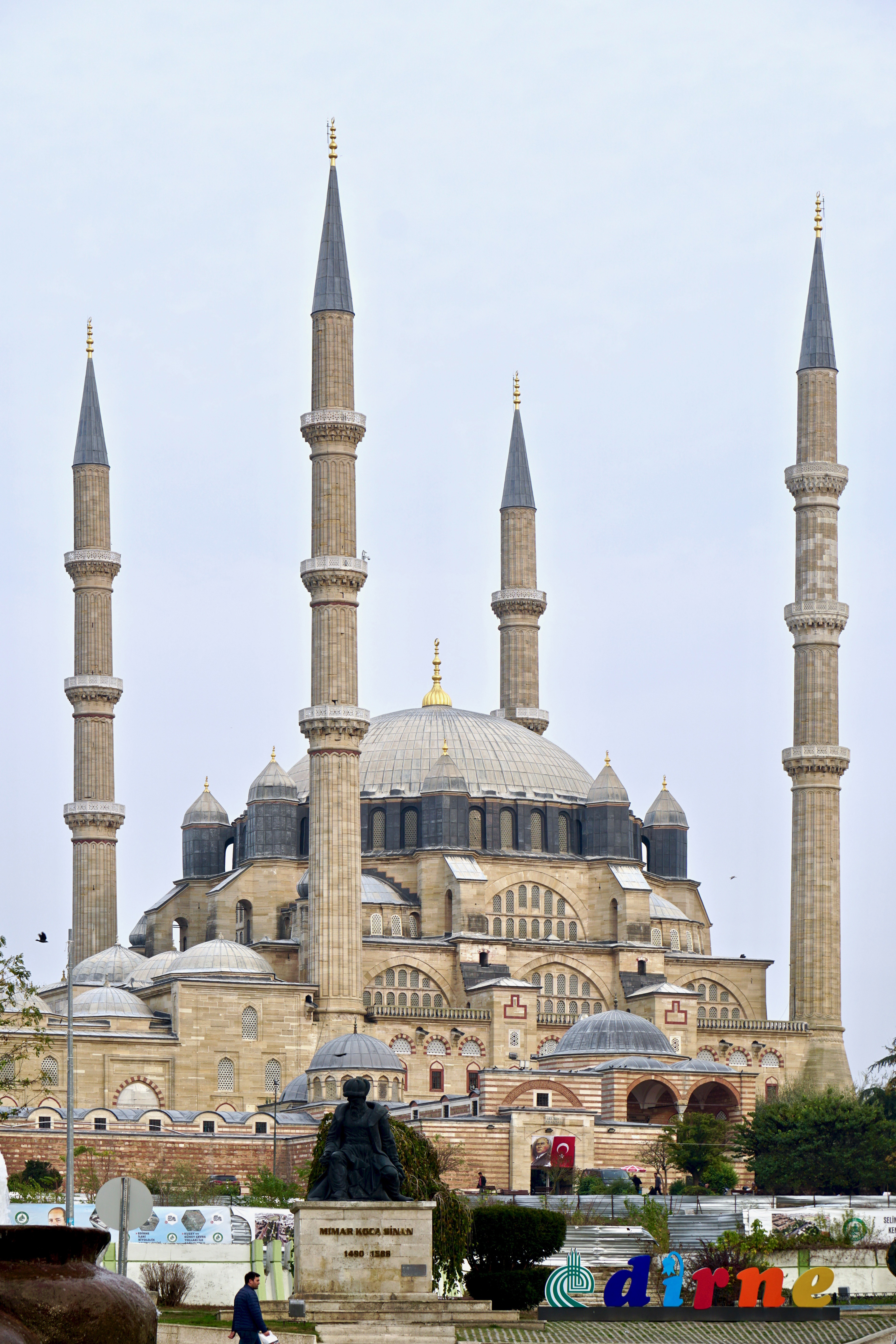
セリミエ・モスク　外観

2011年、セリミエ・モスクはUNESCOの世界遺産に登録された。

### 世界遺産登録基準
この世界遺産は世界遺産登録基準のうち、以下の条件を満たし、登録された（以下の基準は世界遺産センター公表の登録基準からの翻訳、引用である）。
- (1) 人類の創造的才能を表現する傑作。
- (4) 人類の歴史上重要な時代を例証する建築様式、建築物群、技術の集積または景観の優れた例。

## 画像

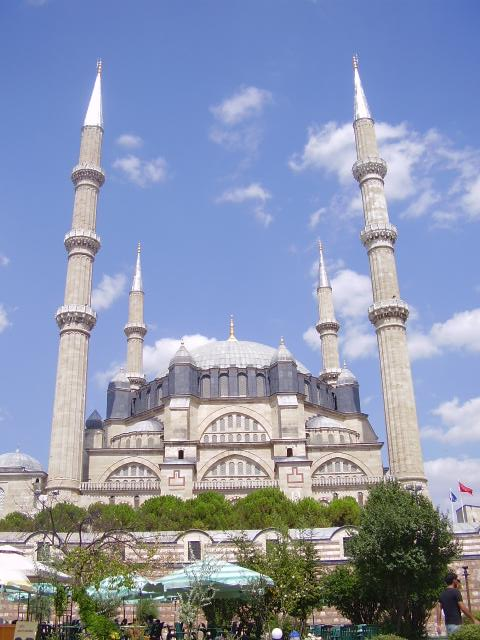
外観
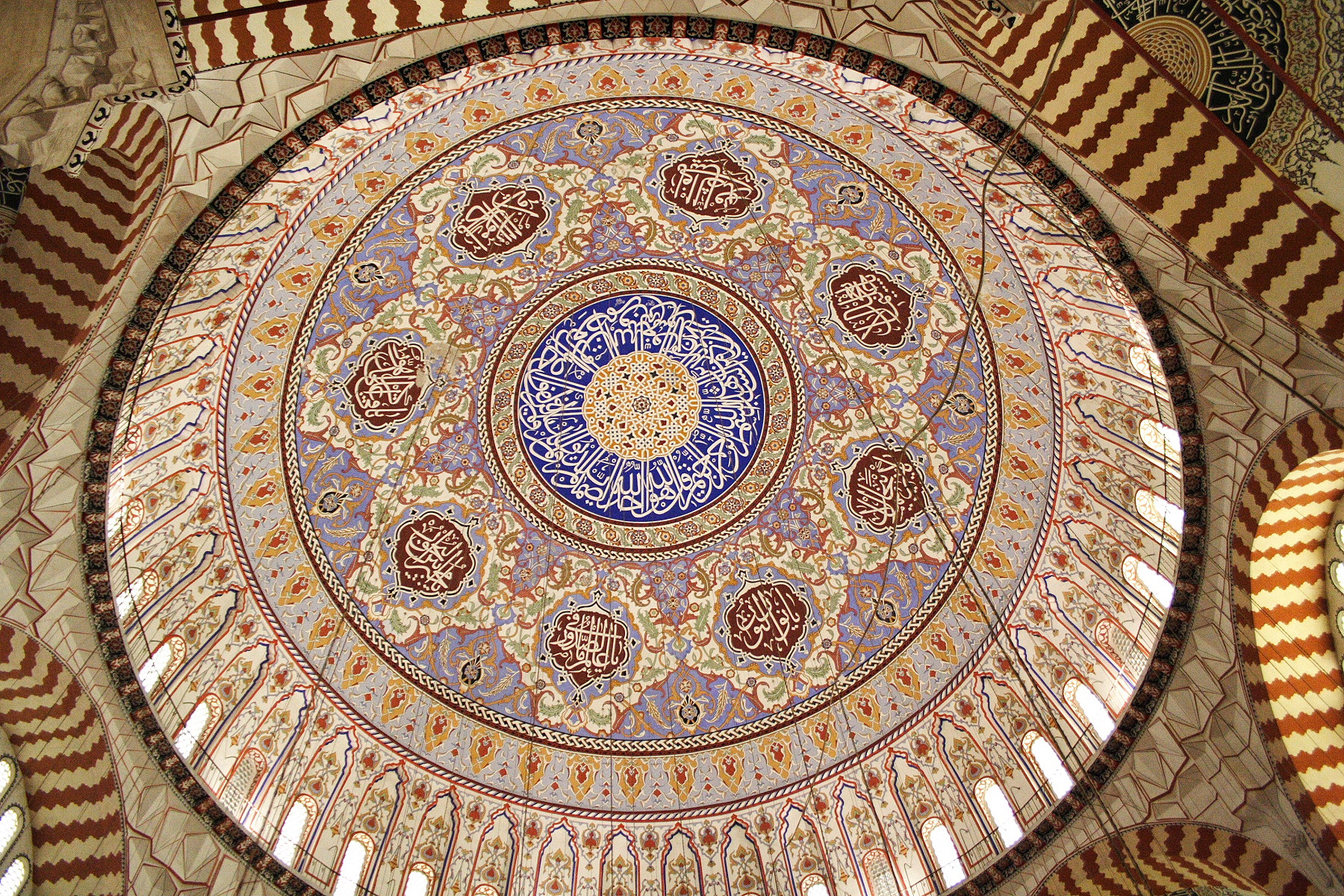
内部
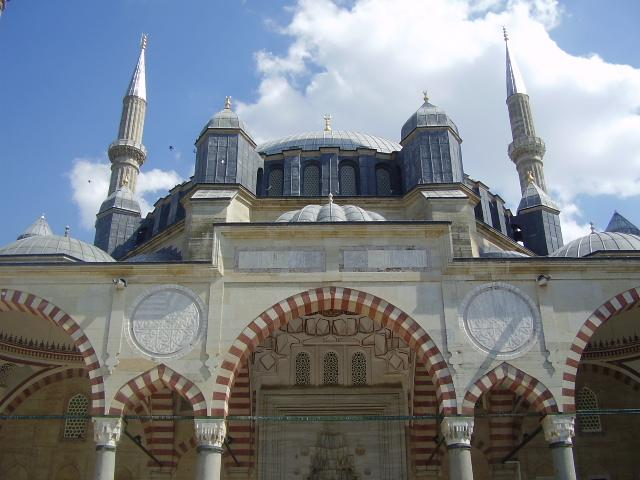
外観